# دورا غرينويل

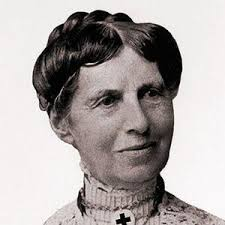
دورا غرينويل

دورا غرينويل (بالإنجليزية: Dora Greenwell) (و. 1821 – 1882 م) هي شاعرة، وكاتِبة من المملكة المتحدة لبريطانيا العظمى وأيرلندا، توفيت في كليفتون، عن عمر يناهز 61 عاماً.

## روابط خارجية
- دورا غرينويل على موقع ميوزك برينز (الإنجليزية)